# Marcela Zoufalá
Marcela Zoufalá je česká vědkyně zabývající se komparací kultur, náboženství a analýzou vztahu mezi institucionalizovanou náboženskou vírou a také fenoménem genderu jako kulturní konstrukce. Je dcerou české psycholožky Lenky Šulové.
Vystudovala kulturologii a portugalštinu na Filozofické fakultě Univerzity Karlovy. Absolvovala výzkumné pobyty na Univerzitě Sapienza v Římě, na Katolické univerzitě v Rio de Janeiru a jako výzkumná hostující pracovnice na Hebrejské univerzitě v Jeruzalémě. Svůj badatelský zájem orientuje na problematiku ženy v abrahámovských náboženstvích, na toto téma napsala řadu prací (např. Katolická církev, gender a kultura; Vliv katolické církve na status ženy v současné české a italské společnosti; Náboženství, gender a kultura: Vliv autorit ortodoxního judaismu na status židovských žen v současném Izraeli).
V Izraeli pak podnikla řadu antropologických výzkumů, jejichž výsledky shrnula v publikaci Judaismus a ženy v Izraeli, kterou vydalo univerzitní nakladatelství Karolinum v roce 2012. Tato kniha: ,,představuje českému publiku postoje, názory a sebepojetí izraelských žen a mužů, a to především ve vztahu k nestandardnímu prostředí, ve kterém žijí." Stála u zrodu Pražského centra židovských studií na Filozofické fakultě UK. Širší veřejnosti může být známa především jako komentátorka sociokulturních tradic a situace na Blízkém východě.